# Association scoute du Japon
L'Association scoute du Japon (ボーイスカウト日本連盟, Bōi Sukauto Nippon Renmei, Scout Association of Japan en anglais), créée en 1922, est membre fondateur de l’Organisation mondiale du mouvement scout (OMMS).